# Seilbahn Ještěd
Die Seilbahn Ještěd (tschech. Kabinová lanová dráha na Ještěd) war eine Luftseilbahn in Tschechien. Sie führte vom Stadtteil Horní Hanychov (Oberhanichen) der Stadt Liberec (Reichenberg) auf den Ještěd (Jeschken) im Jeschkengebirge. Die Seilbahn wurde 1933 in Betrieb genommen und war damit nach der Bergbahn auf den Černá hora (Schwarzenberg) im Riesengebirge die zweitälteste des Landes. Bis zur Außerbetriebsetzung im Jahr 2021 wurde sie vom staatlichen tschechischen Eisenbahnverkehrsunternehmen České dráhy (ČD) betrieben. Für das Jahr 2026 wird der Baubeginn einer neuen verlängerten Seilbahn angestrebt.

## Geschichte
Bereits 1924 wurde vom „Deutschen Gebirgsverein für den Jeschken- und Isergebirge“, dem damaligen Eigentümer der Bergbaude auf dem Jeschkengipfel, Roman Wienberger, und der Firma Adolf Bleichert & Co. aus Leipzig vorgeschlagen, eine Seilbahn auf den Jeschkengipfel zu errichten.

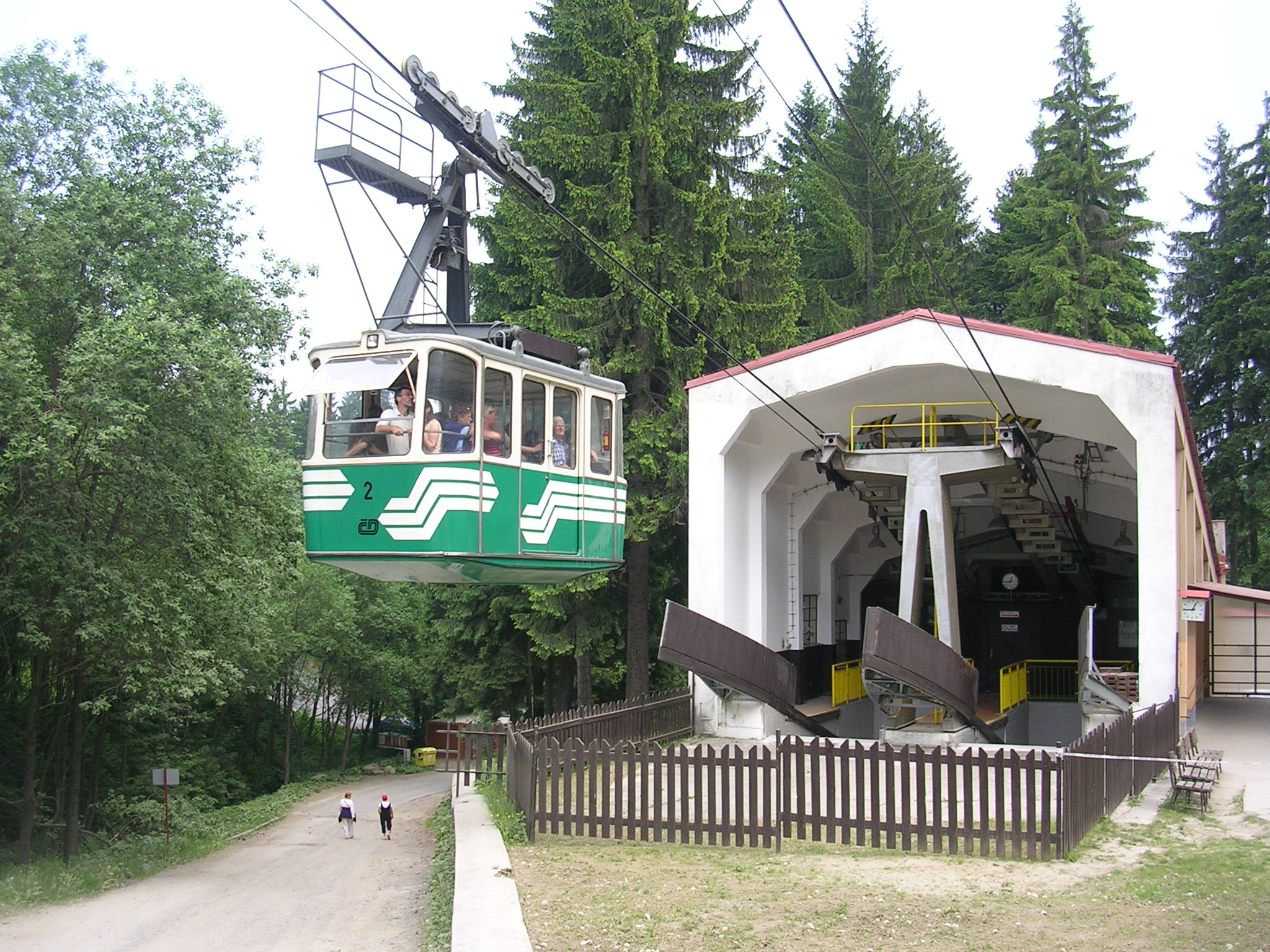
Untere Station mit bergwärts auslaufender Kabine (2008)

Anfang der 1930er Jahre erwarben die Tschechoslowakischen Staatseisenbahnen (ČSD) Grundstücke auf dem Jeschken für eine künftige Bergbahnstation. Der Bau durch die „Maschinenfabrik František Wiesner“ aus Chrudim begann am 15. Juni 1932. Am 27. Juni 1933 ging die Seilbahn in Betrieb.
Nach der Angliederung des Sudetenlandes an Deutschland im Oktober 1938 kam die Seilbahn zur Deutschen Reichsbahn, Reichsbahndirektion Dresden. Im Reichskursbuch vom Sommer 1939 war die Verbindung als Kursbuchstrecke 135u Jeschken-Drahtseilbahn Oberhanichen–Jeschken enthalten.

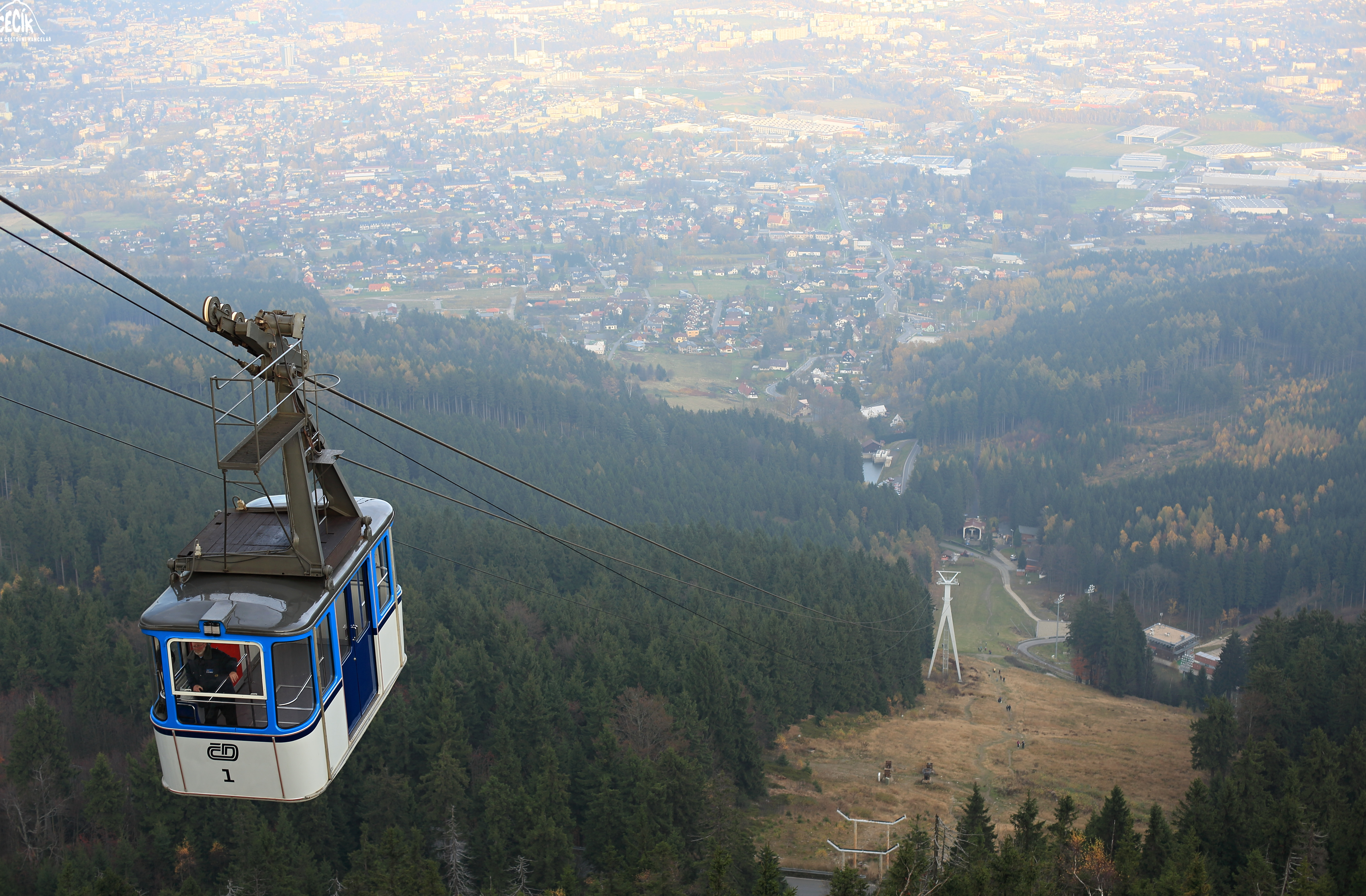
Tiefblick von der Bergstation (2013)

1971 wurde der Betrieb vorläufig eingestellt. Zwischen 1972 und 1975 wurde sie grundlegend modernisiert.
Am 31. Oktober 2021 kam es zu einem Unfall, als das Zugseil der talwärts fahrenden Gondel 2 riss. Sie entgleiste an der Stütze und stürzte etwa 30 Meter tief zu Boden. Der Seilbahnführer kam dabei ums Leben.
Infolge des Unfalles strebt die Stadt Liberec den Kauf der beschädigten Seilbahn an. Der Wert der Grundstücke, Gebäude und Anlagen wird auf etwa 50 Millionen Kronen geschätzt. Vorgesehen ist der Umbau zu einer Kabinenumlaufbahn und die Verlängerung der Strecke bis zur Straßenbahnendstelle Horní Hanychov. Dafür wird mit Kosten von 250 bis 300 Millionen Kronen gerechnet. Im März 2024 einigte man sich schließlich auf einen Preis von 34,976 Millionen Kronen.
Am 27. Juni 2024 beschloss der Liberecer Stadtrat den Kauf der Seilbahn von den ČD für 38,6 Millionen Kronen. Die Kaufsumme sollte in zwei Raten bis zum Ende des Jahres 2024 beglichen werden. Der tatsächliche Eigentumsübergang war für den September 2024 geplant. Die Stadt Liberec plant einen Neubau als Doppeleinseilumlaufbahn („Funitel“). Ausgangspunkt soll zukünftig die Endhaltestelle der Straßenbahn in Horní Hanychov sein.
Im Dezember 2024 einigte sich der Liberecer Stadtrat auf das Design der Seilbahn. Die Ausschreibung für den Bau sollte im Frühjahr 2025 erfolgen. Der Baubeginn ist für 2026 geplant, die Inbetriebnahme soll Anfang 2029 erfolgen. Gerechnet wird mit Kosten von 360 bis 440 Millionen Kronen, deren Finanzierung noch nicht geklärt ist.